# Hedysarum spinosissimum
Hedysarum spinosissimum är en ärtväxtart som beskrevs av Carl von Linné. Enligt Catalogue of Life ingår Hedysarum spinosissimum i släktet buskväpplingar och familjen ärtväxter, men enligt Dyntaxa är tillhörigheten istället släktet buskväpplingar och familjen ärtväxter. Arten har ej påträffats i Sverige.

## Underarter
Arten delas in i följande underarter:
- H. s. capitatum
- H. s. spinosissimum

## Bildgalleri

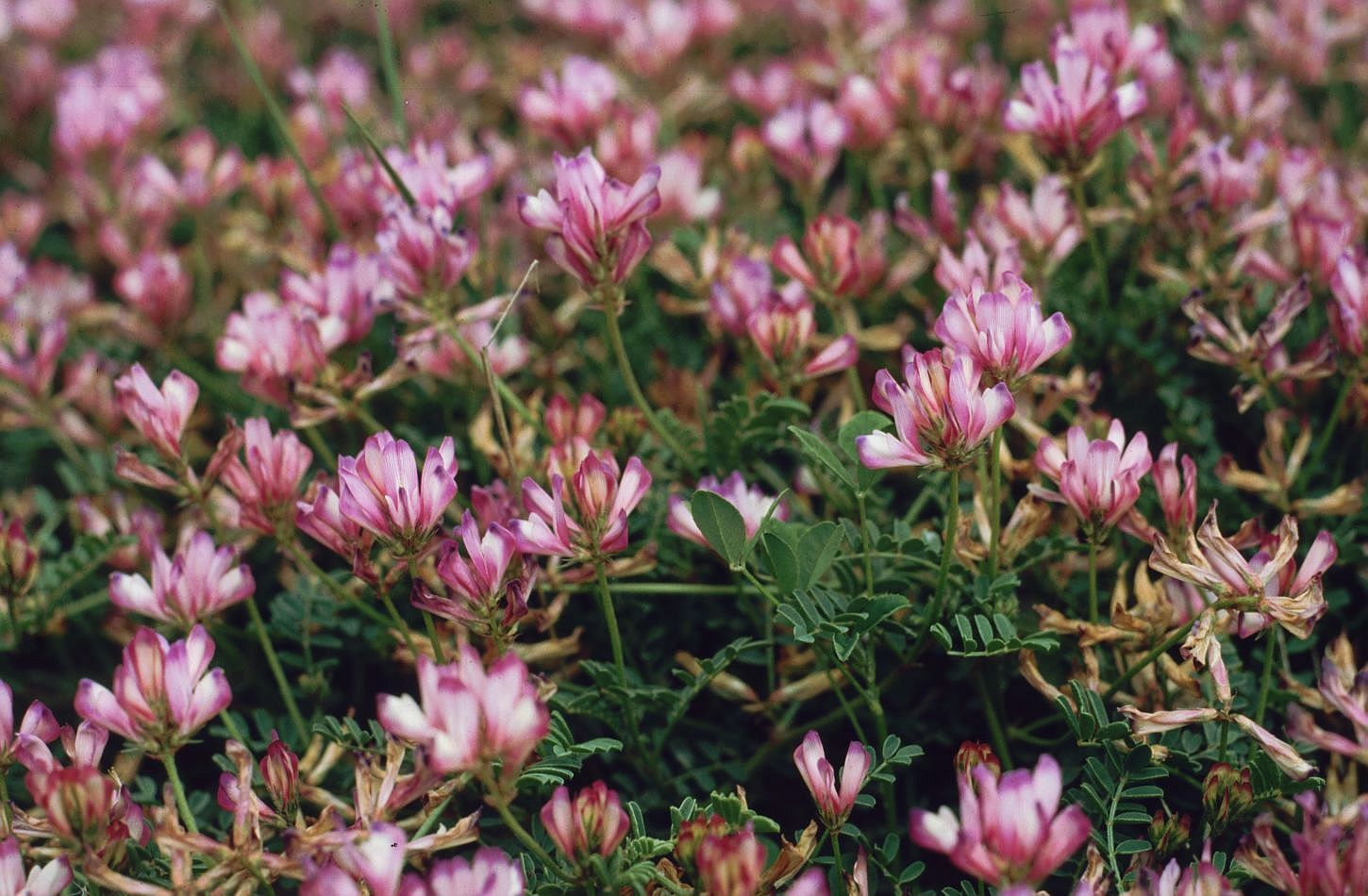